# Dufourea contarovici
Dufourea contarovici är en biart som beskrevs av Richard Mitchell Bohart 1980. Dufourea contarovici ingår i släktet solbin, och familjen vägbin. Inga underarter finns listade i Catalogue of Life.